# Muni Ki Reti
Muni Ki Reti è una suddivisione dell'India, classificata come nagar panchayat, di 7.879 abitanti, situata nel distretto di Tehri Garhwal, nello stato federato dell'Uttarakhand. In base al numero di abitanti la città rientra nella classe V (da 5.000 a 9.999 persone).
Costituita in Nagar Panchayat il 30 novembre 1949, è situata nelle immediate vicinanze di Rishikesh tanto che a volte è confusa con essa.

## Geografia fisica
La città è situata a 30° 07' 52 N e 78° 18' 59 E e ha un'altitudine di 360 m s.l.m..

## Società

### Evoluzione demografica
Al censimento del 2001 la popolazione di Muni Ki Reti assommava a 7.879 persone, delle quali 4.983 maschi e 2.896 femmine. I bambini di età inferiore o uguale ai sei anni assommavano a 1.032, dei quali 540 maschi e 492 femmine. Infine, coloro che erano in grado di saper almeno leggere e scrivere erano 5.751 (il 73% della popolazione totale), dei quali 3.931 maschi (79% dei maschi totali) e 1.820 femmine (63% delle femmine totali).
La popolazione ha visto diminuire il tasso di crescita decennale, passato da 101,07 (1971-81) a 99.60 (1981-91) e a 74.35 (1991-2001), mentre la densità è quasi raddoppiata nel periodo tra i due ultimi censimenti, passando da 2.483 persone per chilometro quadrato nel 1991 a 4.329 nel 2001; è aumentato il rapporto numerico dei sessi, passato da 544 femmine per 1000 maschi nel 1991 a 581 nel 2001. Ogni giorno la città viene visitata in media da 15.000 persone, delle quali 2000 rimangono anche per la notte.
Abitanti censiti